# Hermann Schwarzbold
Hermann Schwarzbold (* 19. April 1886 in Arnstadt; † August 1956) war ein deutscher Gewerkschafter, Teilnehmer am Ruhrkampf 1920, Parteifunktionär (USPD/KPD/KPO), Widerstandskämpfer gegen den Nationalsozialismus und Kommunalpolitiker (SED).

## Leben
Schwarzbold erlernte nach dem Besuch der Volksschule den Beruf des Maschinenschlossers. 1906 trat er in die Sozialdemokratische Partei Deutschlands (SPD) ein und wurde Vorsitzender der örtlichen Metallarbeiter-Gewerkschaft. Von 1917 bis 1918 war er Heeressoldat im Ersten Weltkrieg, danach wieder Arbeiter. 1918 trat er in die Unabhängige Sozialdemokratische Partei Deutschlands (USPD) ein. 1920/21 beteiligte er sich am Ruhrkampf gegen den Kapp-Putsch, weswegen er danach zu zwei Jahren Haft verurteilt wurde. Nach der Auflösung der USPD trat er in die Kommunistische Partei Deutschlands (KPD) ein, kehrte 1924 nach Thüringen zurück und war von 1925 bis 1929 politischer Leiter des KPD-Unterbezirks Arnstadt und Mitglied der KPD-Bezirksleitung. 1928 protestierte er gegen die ultralinke Strategie in der KPD-Führung, so dass er aus der Partei ausgeschlossen wurde und nun zur Kommunistischen Partei (Opposition) gehörte.
Nach der Machtübertragung an die NSDAP arbeitete er illegal weiter gegen das NS-System. Im Januar 1935 wurde er deswegen zu 18 Monaten Haft verurteilt. Bei der „Aktion Gitter“ im August 1944 wurde er erneut inhaftiert.
Nach der Befreiung vom Nationalsozialismus trat er im Mai 1945 in die wieder gegründete SPD ein und wurde mit ihrem Mandat bis 1946 Bürgermeister in Arnstadt. Danach arbeitete er nach der Zwangsvereinigung von SPD und KPD mit dem Mandat der SED als Stadtrat und Leiter der Kommunalwirtschaft. Bis 1948 gehörte er dem SED-Kreisvorstand an, wurde aber 1950 aus der Partei ausgeschlossen, weil er sich nicht von der KPO-Politik distanzieren wollte, die er aus Überzeugung vertreten hatte.